# Perebicăuți, Hotin
Perebicăuți (în ucraineană Перебиківці, transliterat: Perebîkivți, în rusă Перебыковцы, transliterat: Perebîkovțî) este un sat reședință de comună în raionul Hotin din regiunea Cernăuți (Ucraina). Are 2.292 locuitori, preponderent ucraineni.
Satul este situat la o altitudine de 162 metri, pe malul râului Nistru, în partea de nord-vest a raionului Hotin. De această comună depinde administrativ satul Teiul Verde.

## Istorie
Localitatea Perebicăuți a făcut parte încă de la înființare din Ținutul Hotinului a regiunii istorice Basarabia a Principatului Moldovei. În anul 1771 a fost construită aici o biserică de lemn.
Prin Tratatul de pace de la București, semnat pe 16/28 mai 1812, între Imperiul Rus și Imperiul Otoman, la încheierea războiului ruso-turc din 1806 – 1812, Rusia a ocupat teritoriul de est al Moldovei dintre Prut și Nistru, pe care l-a alăturat Ținutului Hotin și Basarabiei/Bugeacului luate de la Turci, denumind ansamblul Basarabia (în 1813) și transformându-l într-o gubernie împărțită în zece județe.
La începutul secolului al XIX-lea, conform recensământului efectuat de către autoritățile țariste în anul 1817, satul Perebicăuți făcea parte din Ocolul Rașcovului a județului Hotin . 
După Unirea Basarabiei cu România la 27 martie 1918, satul Perebicăuți a făcut parte din componența României, în Plasa Clișcăuți a județului Hotin. Pe atunci, majoritatea populației era formată din ruși. 
Ca urmare a Pactului Ribbentrop-Molotov (1939), Basarabia, Bucovina de Nord și Ținutul Herța au fost anexate de către URSS la 28 iunie 1940. După ce Basarabia a fost ocupată de sovietici, Stalin a dezmembrat-o în trei părți. Astfel, la 2 august 1940, a fost înființată RSS Moldovenească, iar părțile de sud (județele românești Cetatea Albă și Ismail) și de nord (județul Hotin) ale Basarabiei, precum și nordul Bucovinei și Ținutul Herța au fost alipite RSS Ucrainene. La 7 august 1940, a fost creată regiunea Cernăuți, prin alipirea părții de nord a Bucovinei cu Ținutul Herța și cu cea mai mare parte a județului Hotin din Basarabia .
În perioada 1941-1944, toate teritoriile anexate anterior de URSS au reintrat în componența României. Apoi, cele trei teritorii au fost reocupate de către URSS în anul 1944 și integrate în componența RSS Ucrainene, conform organizării teritoriale făcute de Stalin după anexarea din 1940, când Basarabia a fost ruptă în trei părți. 
Începând din anul 1991, satul Perebicăuți face parte din raionul Hotin al regiunii Cernăuți din cadrul Ucrainei independente. Conform recensământului din 1989, numărul locuitorilor care s-au declarat români plus moldoveni era de 9 (0+9), reprezentând 0,41% din populație . În prezent, satul are 2.292 locuitori, preponderent ucraineni.

## Demografie
Componența lingvistică a localității Perebicăuți
     Ucraineană (99,04%)
     Alte limbi (0,96%)
Conform recensământului din 2001, majoritatea populației localității Perebicăuți era vorbitoare de ucraineană (99,04%), existând în minoritate și vorbitori de alte limbi.
1930: 2.352 (recensământ)
1989: 2.189 (recensământ)
2007: 2.292 (estimare)